# Ocellularia melanostoma
Ocellularia melanostoma är en lavart som först beskrevs av August von Krempelhuber och som fick sitt nu gällande namn av Klaus Kalb 1983. 
Ocellularia melanostoma ingår i släktet Ocellularia och familjen Thelotremataceae. Inga underarter finns listade i Catalogue of Life.